# Centralna Grupa Wojsk
Centralna Grupa Wojsk Armii Radzieckiej (CGW; ros. Центральная группа войск, ЦГВ) – nazwa dwóch związków operacyjnych Armii Radzieckiej w Europie Środkowej w latach zimnej wojny: w latach 1945-55 w Austrii i na Węgrzech, a następnie w latach 1968-91 w Czechosłowacji.

## Pierwsza CGW (1945-55)
Pierwsza CGW została sformowana 10 czerwca 1945 mocą rozkazu Naczelnego Dowództwa Armii Radzieckiej z 29 maja 1945 z jednostek 1. Frontu Ukraińskiego znajdujących się w Austrii, na Węgrzech i w Czechosłowacji. W jej skład weszły 4., 5., 7. i 9. armie gwardyjskie, 3. i 4. gwardyjska armia pancerna, 1. gwardyjski korpus kawalerii, 7. i 10. korpus artylerii, 18. korpus pancerny, 7. gwardyjski korpus zmechanizowany i 2. armia lotnicza.
Liczba jednostek i żołnierzy CGW stopniowo spadała wskutek demobilizacji i wycofywania oddziałów do ZSRR. W szczególności wszystkie oddziały opuściły Czechosłowację. W czerwcu 1955 CGW wchodziły już tylko: 
- sztab (1,5 tys. żołnierzy, 0,3 tys. cywilów),
- w Austrii - 95. gwardyjska dywizja piechoty, 13. gwardyjska dywizja zmechanizowana, 23. dywizja artylerii przeciwlotniczej i oddziały tyłowe (łącznie 29,8 tys. żołnierzy i 1,5 tys. cywilów),
- na Węgrzech - dwie dywizje zmechanizowane,
- sztab 59. armii lotniczej, cztery dywizje lotnictwa (po dwie w Austrii i na Węgrzech) i pułk lotnictwa rozpoznawczego (w Austrii; 7,5 tys. żołnierzy, 0,8 tys. cywilów).

Pierwsza CGW została rozformowana po zakończeniu sowieckiej okupacji Austrii w 1955. Jednostki stacjonujące w Austrii zostały wycofane do wewnętrznych okręgów wojskowych ZSRR, a z jednostek stacjonujących na Węgrzech sformowano Korpus Specjalny.
Dowódcy pierwszej CGW: 
- 1945-46 marszałek Iwan Koniew
- 1946-49 gen. płk Władimir Kurasow
- 1949-54 gen. Władimir Swiridow
- 1954-55 gen. armii Siergiej Biriuzow
- 1955 gen. Aleksiej Żadow

## Druga CGW (1968-91)
Druga Centralna Grupa Wojsk została utworzona z wojsk sowieckich wprowadzonych na terytorium Czechosłowacji w sierpniu 1968 podczas operacji "Dunaj". Po jej zakończeniu z Czechosłowacji wycofano wojska PRL i NRD; sowieckie pozostały. 16 października 1968 podpisano układ pomiędzy rządami CSRS i ZSRR o utworzeniu na terytorium Czechosłowacji nowej Centralnej Grupy Wojsk. Sztab Grupy rozlokowano w Milovicach nieopodal Pragi. W skład CGW weszły 15 Dywizja Pancerna i 30 Dywizja Zmechanizowana z 28 Armii Białoruskiego Okręgu Wojskowego oraz po jednej dywizji z trzech innych OW (31 Dywizja Pancerna, 18. i 48. Dywizja Zmechanizowana).
W 1987 CGW liczyła około 85 tys. żołnierzy i miała na uzbrojeniu 1500 czołgów, 90 wyrzutni rakiet operacyjno-taktycznych i taktycznych (do nich około 50 głowic jądrowych), 1650 środków artyleryjskich, 300 samolotów lotnictwa frontowego Su-25 i około 120 śmigłowców bojowych.

## Skład bojowy i dyslokacja CGW w 1989
- 15 Gwardyjska Dywizja Pancerna – Milovice;
- 18 Gwardyjska Dywizja Zmechanizowana – Mlada Boleslav;
- 30 Gwardyjska Dywizja Zmechanizowana – Zwoleń (Słowacja);
- 31 Dywizja Pancerna – Bruntal;
- 48 Dywizja Zmechanizowana – Vysoke Myto;
- 185 Brygada Rakiet Operacyjno-Taktycznych – Turnov;
- 442 Brygada Rakiet Operacyjno-Taktycznych – Hvězdov;
- 211 Gwardyjska Brygada Artylerii – Żesenik;
- 130 pułk łączności – Milovice-Jirżice.
- 5 Brygada Rakiet Przeciwlotniczych – Kuriwody;
- 563 batalion pontonowo-mostowy – Wre Biała;
- 199 eskadra śmigłowców – Mradczany.

Na początku 1990 CGW liczyła 73,5 tys. żołnierzy i miała na uzbrojeniu 1120 czołgów, 2505 transporterów opancerzonych, 1218 dział i moździerzy, 103 samoloty i 173 śmigłowce.
W listopadzie 1990 r. w skład CGW wchodziła tylko jedna dywizja (18 Dywizja Zmechanizowana) i kilka samodzielnych oddziałów.
Dowódcy drugiej CGW: 
- 1968-72 gen. płk Aleksandr Majorow;
- 1972-76 gen. płk Iwan Tieniszczew;,
- 1976-79 gen. płk Dmitrij Suchorukow;
- 1979-80 gen. płk Dmitrij Jazow;
- 1980-84 gen. płk Grigorij Borisow;
- 1984-87 gen. płk Wiktor Jermakow;
- 1987-91 gen. płk Eduard Worobjow.

Po "aksamitnej rewolucji" w Czechosłowacji 26 lutego 1990 w Moskwie rządy ZSRR i CSRS podpisały umowę o całkowitym wycofaniu CGW z terytorium Czechosłowacji. Wycofywanie zakończono 21 czerwca 1991.